# Powervolley Milano 2022-2023
Questa voce raccoglie le informazioni riguardanti la Powervolley Milano nelle competizioni ufficiali della stagione 2022-2023.

## Stagione
Nella stagione 2022-23 la Powervolley Milano assume la denominazione sponsorizzata di Allianz Milano.
Partecipa per la nona volta alla Superlega: chiude la regular season di campionato all'ottavo posto in classifica, qualificandosi per i play-off scudetto, dove viene sconfitta in semifinale dalla Lube. Termina i play-off scudetto al quarto posto, perdendo in finale contro la You Energy.
A seguito del settimo posto in classifica al termine del girone di andata, si qualifica per la Coppa Italia: viene eliminata in semifinale dalla Trentino.

## Organigramma societario
Area direttiva
- Presidente: Lucio Fusaro
- Vicepresidente: Massimo Achini, Ivano Fusaro
- Consigliere delegato: Francesco Ioppolo
- Direttore generale: Fabio Carpita
- Segreteria generale: Federica Bonalume
- Team manager: Massimo Marchiori
- Direttore sportivo: Fabio Lini
- Consulente progetti speciali: Claudio Galli
- Consulente legale: Giuseppe Marino
- Logistica: Romano Bertoldi

Area tecnica
- Allenatore: Roberto Piazza
- Allenatore in seconda: Nicola Daldello
- Scout man: Paolo Perrone
- Responsabile settore giovanile: Vanni Benenti

Area comunicazione
- Ufficio stampa: Martina Pollini
- Fotografo: Alessandro Pizzi

Area marketing
- Biglietteria: Alice Rizzetto

Area sanitaria
- Responsabile staff medico: Luigi Sesana
- Medico: Massimiliano Piatti, Nicolò Zanchi
- Preparatore atletico: Giovanni Rossi
- Fisioterapista: Marco Rampazzo, Matteo Zurek
- Osteopata: Marco Savioli

## Rosa
| N° | Nome              | Ruolo | Data di nascita  | Nazionalità sportiva |
| -- | ----------------- | ----- | ---------------- | -------------------- |
| 2  | Osniel Melgarejo  | S     | 18 dicembre 1997 | Cuba                 |
| 3  | Klistan Lawrence  | O     | 7 gennaio 2003   | Porto Rico           |
| 5  | Federico Bonacchi | P     | 8 aprile 2004    | Italia               |
| 6  | Marco Vitelli     | C     | 4 aprile 1996    | Italia               |
| 7  | Francesco Fusaro  | C     | 30 maggio 1999   | Italia               |
| 8  | Agustín Loser     | C     | 12 ottobre 1997  | Argentina            |
| 9  | Jean Patry        | O     | 27 dicembre 1996 | Francia              |
| 11 | Matteo Piano      | C     | 24 ottobre 1990  | Italia               |
| 14 | Yūki Ishikawa     | S     | 11 dicembre 1995 | Giappone             |
| 16 | Paolo Porro       | P     | 27 ottobre 2001  | Italia               |
| 17 | Luca Colombo      | L     | 14 gennaio 2004  | Italia               |
| 18 | Nicola Pesaresi   | L     | 11 febbraio 1991 | Italia               |
| 22 | Milad Ebadipour   | S     | 17 ottobre 1993  | Iran                 |

## Mercato
| Acquisti | Acquisti          | Acquisti        | Acquisti   |
| R.       | Nome              | da              | Modalità   |
| -------- | ----------------- | --------------- | ---------- |
| P        | Federico Bonacchi | Diavoli Rosa    | definitivo |
| L        | Luca Colombo      | Diavoli Rosa    | definitivo |
| S        | Milad Ebadipour   | Skra Bełchatów  | definitivo |
| C        | Francesco Fusaro  | Motta           | definitivo |
| O        | Klistan Lawrence  | Sagrado Corazón | definitivo |
| C        | Agustín Loser     | Tourcoing       | definitivo |
| S        | Osniel Melgarejo  | Chaumont        | definitivo |
| C        | Marco Vitelli     | Padova          | definitivo |

| Cessioni | Cessioni              | Cessioni         | Cessioni   |
| R.       | Nome                  | a                | Modalità   |
| -------- | --------------------- | ---------------- | ---------- |
| C        | Barthélémy Chinenyeze | Lube             | definitivo |
| P        | Nicola Daldello       | -                | ritirato   |
| S        | Jovan Djokic          | Chênois          | definitivo |
| S        | Thomas Jaeschke       | Beijing          | definitivo |
| S        | Matteo Maiocchi       | Lupi Santa Croce | definitivo |
| C        | Leandro Mosca         | Verona           | definitivo |
| O        | Yuri Romanò           | You Energy       | definitivo |
| L        | Matteo Staforini      | Cuneo            | definitivo |

## Risultati

### Superlega

#### Girone di andata
| 1ª giornata - 2 ottobre 2022 Palalido, Milano          | Powervolley Milano | 0 - 3 | Top Volley Latina  | 22-25, 19-25, 23-25               |
| 2ª giornata - 8 ottobre 2022 Arena di Monza, Monza     | Milano             | 2 - 3 | Powervolley Milano | 25-23, 25-23, 20-25, 23-25, 11-15 |
| 3ª giornata - 16 ottobre 2022 Palalido, Milano         | Powervolley Milano | 3 - 0 | Emma Villas        | 25-18, 29-27, 25-17               |
| 4ª giornata - 23 ottobre 2022 PalaPanini, Modena       | Modena             | 2 - 3 | Powervolley Milano | 26-24, 21-25, 25-21, 23-25, 14-16 |
| 5ª giornata - 30 ottobre 2022 Palalido, Milano         | Powervolley Milano | 0 - 3 | Verona             | 20-25, 22-25, 23-25               |
| 6ª giornata - 6 novembre 2022 PalaEvangelisti, Perugia | Sir Safety Perugia | 3 - 0 | Powervolley Milano | 26-24, 25-22, 25-18               |
| 7ª giornata - 13 novembre 2022 PalaSanLazzaro, Padova  | Padova             | 1 - 3 | Powervolley Milano | 30-28, 23-25, 19-25, 18-25        |
| 8ª giornata - 20 novembre 2022 Palalido, Milano        | Powervolley Milano | 2 - 3 | You Energy         | 18-25, 25-21, 25-23, 22-25, 13-15 |
| 9ª giornata - 26 novembre 2022 PalaTrento, Trento      | Trentino           | 1 - 3 | Powervolley Milano | 20-25, 25-21, 15-25, 22-25        |
| 10ª giornata - 5 dicembre 2022 Palalido, Milano        | Powervolley Milano | 1 - 3 | Lube               | 21-25, 25-22, 22-25, 21-25        |
| 11ª giornata - 11 dicembre 2022 PalaMazzola, Taranto   | Prisma Taranto     | 1 - 3 | Powervolley Milano | 25-23, 22-25, 22-25, 21-25        |

#### Girone di ritorno
| 12ª giornata - 17 dicembre 2022 Palazzetto dello Sport, Cisterna di Latina | Top Volley Latina  | 3 - 1 | Powervolley Milano | 25-21, 20-25, 25-23, 25-20       |
| 13ª giornata - 26 dicembre 2022 Palalido, Milano                           | Powervolley Milano | 1 - 3 | Milano             | 18-25, 22-25, 25-22, 22-25       |
| 14ª giornata - 8 gennaio 2023 PalaMensSana, Siena                          | Emma Villas        | 0 - 3 | Powervolley Milano | 15-25, 22-25, 15-25              |
| 15ª giornata - 15 gennaio 2023 Palalido, Milano                            | Powervolley Milano | 3 - 1 | Modena             | 23-25, 30-28, 25-18, 25-21       |
| 16ª giornata - 22 gennaio 2023 PalaOlimpia, Verona                         | Verona             | 3 - 0 | Powervolley Milano | 25-23, 27-25, 25-21              |
| 17ª giornata - 28 gennaio 2023 Palalido, Milano                            | Powervolley Milano | 0 - 3 | Sir Safety Perugia | 19-25, 23-25, 21-25              |
| 18ª giornata - 5 febbraio 2023 Palalido, Milano                            | Powervolley Milano | 3 - 1 | Padova             | 25-18, 23-25, 25-20, 25-19       |
| 19ª giornata - 12 febbraio 2023 PalaBanca, Piacenza                        | You Energy         | 3 - 1 | Powervolley Milano | 27-25, 25-18, 18-25, 25-19       |
| 20ª giornata - 19 febbraio 2023 Palalido, Milano                           | Powervolley Milano | 2 - 3 | Trentino           | 25-22, 26-24, 23-25, 24-26, 8-15 |
| 21ª giornata - 4 marzo 2023 PalaCivitanova, Civitanova Marche              | Lube               | 3 - 0 | Powervolley Milano | 25-22, 25-15, 25-12              |
| 22ª giornata - 12 marzo 2023 Palalido, Milano                              | Powervolley Milano | 3 - 0 | Prisma Taranto     | 25-21, 26-24, 25-18              |

#### Play-off scudetto
| Quarti di finale (gara 1) - 18 marzo 2023 PalaEvangelisti, Perugia     | Sir Safety Perugia | 3 - 0 | Powervolley Milano | 25-22, 25-15, 25-18               |
| Quarti di finale (gara 2) - 22 marzo 2023 Palalido, Milano             | Powervolley Milano | 3 - 2 | Sir Safety Perugia | 27-25, 25-21, 21-25, 18-25, 15-13 |
| Quarti di finale (gara 3) - 26 marzo 2023 PalaEvangelisti, Perugia     | Sir Safety Perugia | 3 - 1 | Powervolley Milano | 22-25, 30-28, 25-18, 25-20        |
| Quarti di finale (gara 4) - 2 aprile 2023 Palalido, Milano             | Powervolley Milano | 3 - 2 | Sir Safety Perugia | 25-15, 19-25, 19-25, 28-26, 15-13 |
| Quarti di finale (gara 5) - 10 aprile 2023 PalaEvangelisti, Perugia    | Sir Safety Perugia | 1 - 3 | Powervolley Milano | 25-18, 21-25, 27-29, 23-25        |
| Semifinali (gara 1) - 13 aprile 2023 PalaCivitanova, Civitanova Marche | Lube               | 3 - 0 | Powervolley Milano | 25-17, 25-22, 25-17               |
| Semifinali (gara 2) - 16 aprile 2023 Palalido, Milano                  | Powervolley Milano | 3 - 2 | Lube               | 25-18, 20-25, 25-21, 21-25, 15-9  |
| Semifinali (gara 3) - 19 aprile 2023 PalaCivitanova, Civitanova Marche | Lube               | 0 - 3 | Powervolley Milano | 23-25, 18-25, 24-26               |
| Semifinali (gara 4) - 22 aprile 2023 Palalido, Milano                  | Powervolley Milano | 2 - 3 | Lube               | 25-23, 25-18, 19-25, 22-25, 7-15  |
| Semifinali (gara 5) - 25 aprile 2023 PalaCivitanova, Civitanova Marche | Lube               | 3 - 1 | Powervolley Milano | 27-25, 25-22, 23-25, 27-25        |
| Finale 3º posto (gara 1) - 29 aprile 2023 PalaBanca, Piacenza          | You Energy         | 3 - 0 | Powervolley Milano | 25-17, 25-16, 25-22               |
| Finale 3º posto (gara 2) - 2 maggio 2023 Palalido, Milano              | Powervolley Milano | 0 - 3 | You Energy         | 24-26, 19-25, 23-25               |
| Finale 3º posto (gara 3) - 6 maggio 2023 PalaBanca, Piacenza           | You Energy         | 3 - 0 | Powervolley Milano | 25-19, 28-26, 25-21               |

### Coppa Italia
| Quarti di finale - 29 dicembre 2022 PalaCivitanova, Civitanova Marche | Lube     | 1 - 3 | Powervolley Milano | 25-18, 21-25, 18-25, 21-25       |
| Semifinale - 25 febbraio 2023 Palazzo dello Sport, Roma               | Trentino | 3 - 2 | Powervolley Milano | 33-35, 22-25, 25-19, 25-16, 15-9 |

## Statistiche

### Statistiche di squadra
| Competizione | Punti | In casa | In casa | In casa | In trasferta | In trasferta | In trasferta | Totale | Totale | Totale |
| Competizione | Punti | G       | V       | P       | G            | V            | P            | G      | V      | P      |
| ------------ | ----- | ------- | ------- | ------- | ------------ | ------------ | ------------ | ------ | ------ | ------ |
| Superlega    | 30    | 16      | 7       | 9       | 19           | 8            | 11           | 35     | 15     | 20     |
| Coppa Italia | -     | 0       | 0       | 0       | 1            | 1            | 0            | 2      | 1      | 1      |
| Totale       | -     | 16      | 7       | 9       | 20           | 9            | 11           | 37     | 16     | 21     |

G = partite giocate; V = partite vinte; P = partite perse

### Statistiche dei giocatori
| Giocatore    | Superlega | Superlega | Superlega | Superlega | Superlega | Coppa Italia | Coppa Italia | Coppa Italia | Coppa Italia | Coppa Italia | Totale | Totale | Totale | Totale | Totale |
| Giocatore    | P         | PT        | AV        | MV        | BV        | P            | PT           | AV           | MV           | BV           | P      | PT     | AV     | MV     | BV     |
| ------------ | --------- | --------- | --------- | --------- | --------- | ------------ | ------------ | ------------ | ------------ | ------------ | ------ | ------ | ------ | ------ | ------ |
| F. Bonacchi  | 24        | 0         | 0         | 0         | 0         | 1            | 0            | 0            | 0            | 0            | 25     | 0      | 0      | 0      | 0      |
| L. Colombo   | 3         | 0         | 0         | 0         | 0         | 1            | 0            | 0            | 0            | 0            | 4      | 0      | 0      | 0      | 0      |
| M. Ebadipour | 30        | 193       | 167       | 16        | 10        | 2            | 8            | 7            | 0            | 1            | 32     | 201    | 174    | 16     | 11     |
| F. Fusaro    | 22        | 3         | 1         | 1         | 1         | 0            | 0            | 0            | 0            | 0            | 22     | 3      | 1      | 1      | 1      |
| Y. Ishikawa  | 33        | 444       | 382       | 27        | 35        | 2            | 42           | 37           | 3            | 2            | 35     | 486    | 419    | 30     | 37     |
| K. Lawrence  | 21        | 11        | 9         | 2         | 0         | 2            | 1            | 1            | 0            | 0            | 23     | 12     | 10     | 2      | 0      |
| A. Loser     | 32        | 267       | 177       | 63        | 27        | 2            | 16           | 13           | 2            | 1            | 34     | 283    | 190    | 65     | 28     |
| O. Melgarejo | 35        | 369       | 325       | 25        | 19        | 2            | 33           | 26           | 2            | 5            | 37     | 402    | 351    | 27     | 24     |
| J. Patry     | 34        | 461       | 404       | 30        | 27        | 2            | 29           | 23           | 4            | 2            | 36     | 490    | 427    | 34     | 29     |
| N. Pesaresi  | 35        | 1         | 1         | 0         | 0         | 2            | 0            | 0            | 0            | 0            | 37     | 1      | 1      | 0      | 0      |
| M. Piano     | 28        | 137       | 79        | 54        | 4         | 2            | 12           | 6            | 6            | 0            | 30     | 149    | 85     | 60     | 4      |
| P. Porro     | 34        | 78        | 16        | 19        | 43        | 2            | 5            | 2            | 2            | 1            | 36     | 83     | 18     | 21     | 44     |
| M. Vitelli   | 34        | 140       | 99        | 29        | 12        | 2            | 7            | 4            | 2            | 1            | 36     | 147    | 103    | 31     | 13     |

P = presenze; PT = punti totali; AV = attacchi vincenti; MV = muri vincenti; BV = battute vincenti